# Thioaceton
Thioaceton je organická sloučenina se vzorcem (CH3)2CS, odvozená od acetonu náhradou kyslíkového atomu atomem síry. Za nízkých teplot jej lze získat jako oranžovou až hnědou kapalinu. Při teplotách nad −20 °C vytváří trimer a polymer. Jedná se o jednu ze sloučenin s extrémně silným zápachem.

## Příprava
Thioaceton se obvykle připravuje štěpením cyklického trimeru, který se získává pyrolýzou allylisopropylsulfidu nebo reakcí acetonu se sulfanem za přítomnosti Lewisovy kyseliny. Trimer se při teplotě 500 až 600 °C rozkládá za vzniku thionu.